# The Orville
The Orville är en amerikansk TV-serie skapad av Seth MacFarlane. Serien hade premiär 10 september 2017 på Fox.

## Rollista (i urval)
- Seth MacFarlane - Ed Mercer
- Adrianne Palicki - Kelly Grayson
- Penny Johnson Jerald - Claire Finn
- Scott Grimes - Gordon Malloy
- Peter Macon - Bortus
- Halston Sage - Alara Kitan
- J. Lee - John LaMarr
- Mark Jackson - Isaac